# Jordi Balk
Jordi Balk (* 26. dubna 1994, Cothen) je nizozemský fotbalový obránce, který od ledna 2015 hraje v klubu FC Oss.

## Klubová kariéra
Balk působil v Nizozemsku v mládežnické akademii klubu FC Utrecht. V červenci 2014 podepsal smlouvu se skotským prvoligovým klubem Ross County FC. V listopadu 2014 mu byl kontrakt po vzájemné dohodě s klubem zrušen, nastoupil celkem ke 4 ligovým zápasům.

Na podzim 2014 byl bez angažmá, další si našel až v lednu 2015, kdy se dohodl na smlouvě s nizozemským celkem FC Oss hrajícím nizozemskou druhou ligu Eerste Divisie.